# Cordylomera copei
Cordylomera copei es una especie de escarabajo longicornio del género Cordylomera, tribu Phoracanthini, subfamilia Cerambycinae. Fue descrita científicamente por Adlbauer en 2001.

## Descripción
Mide 11,5-13 milímetros de longitud.

## Distribución
Se distribuye por Camerún.